# Avahi laniger

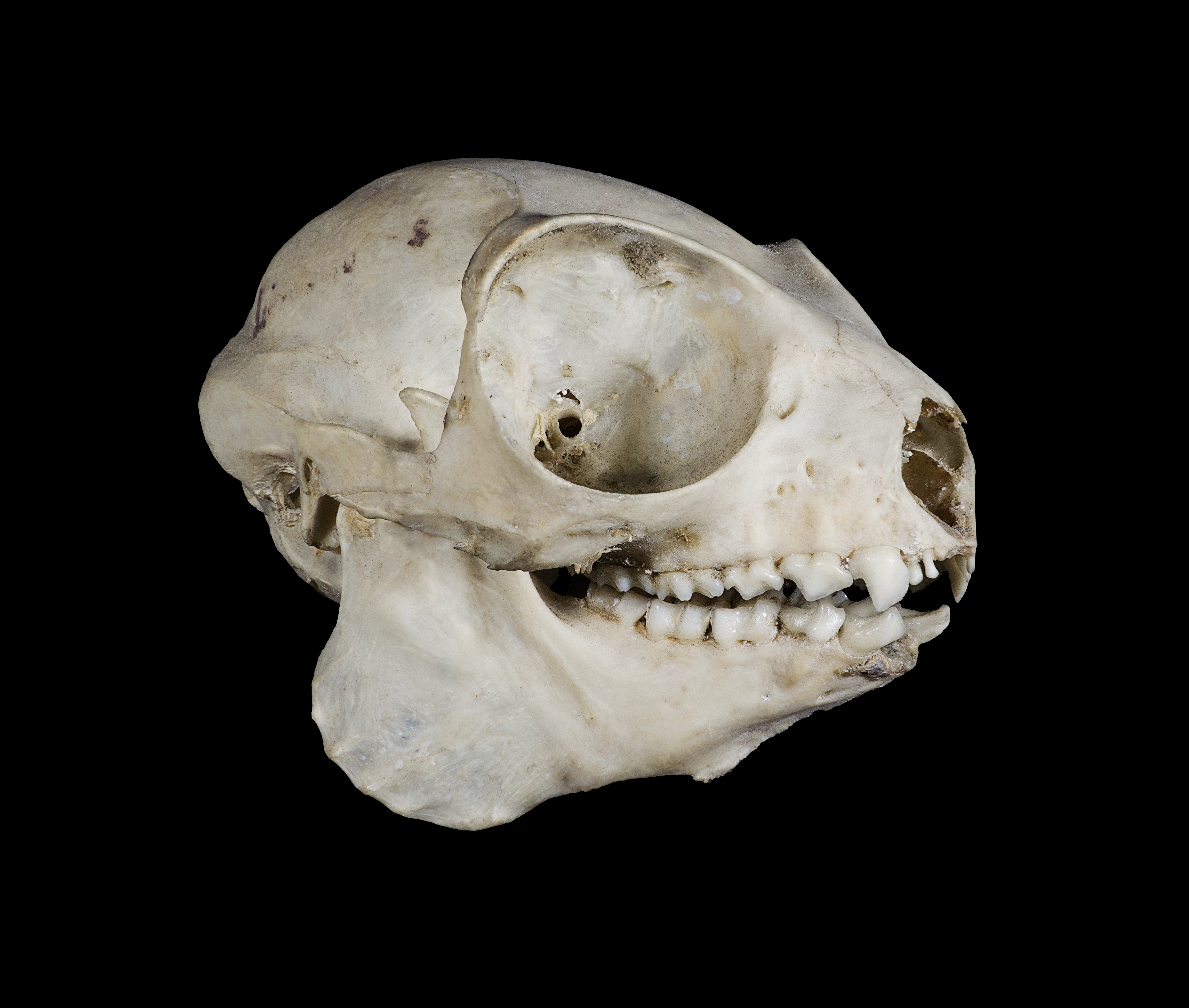
Crânio

O lêmure-lanoso-oriental ou Avahi-oriental (Avahi laniger) é uma espécie nativa de Madagascar, onde ele vive em florestas úmidas. Este animal noturno pesa entre 1-1.3 kg e chega a medir 27–29 cm com uma cauda de entre 33–37 cm. Sua dieta consiste principalmente em folhas.
O lêmure-lanoso-oriental é monogâmico, e vive com sua família e sua prole.